# اکاترینا باتورینا
اکاترینا باتورینا (به انگلیسی: Ekaterina Baturina) ژیمناست زادهٔ ۲۹ آوریل ۱۹۹۷ میلادی اهل کشور روسیه است.